# Do ut des

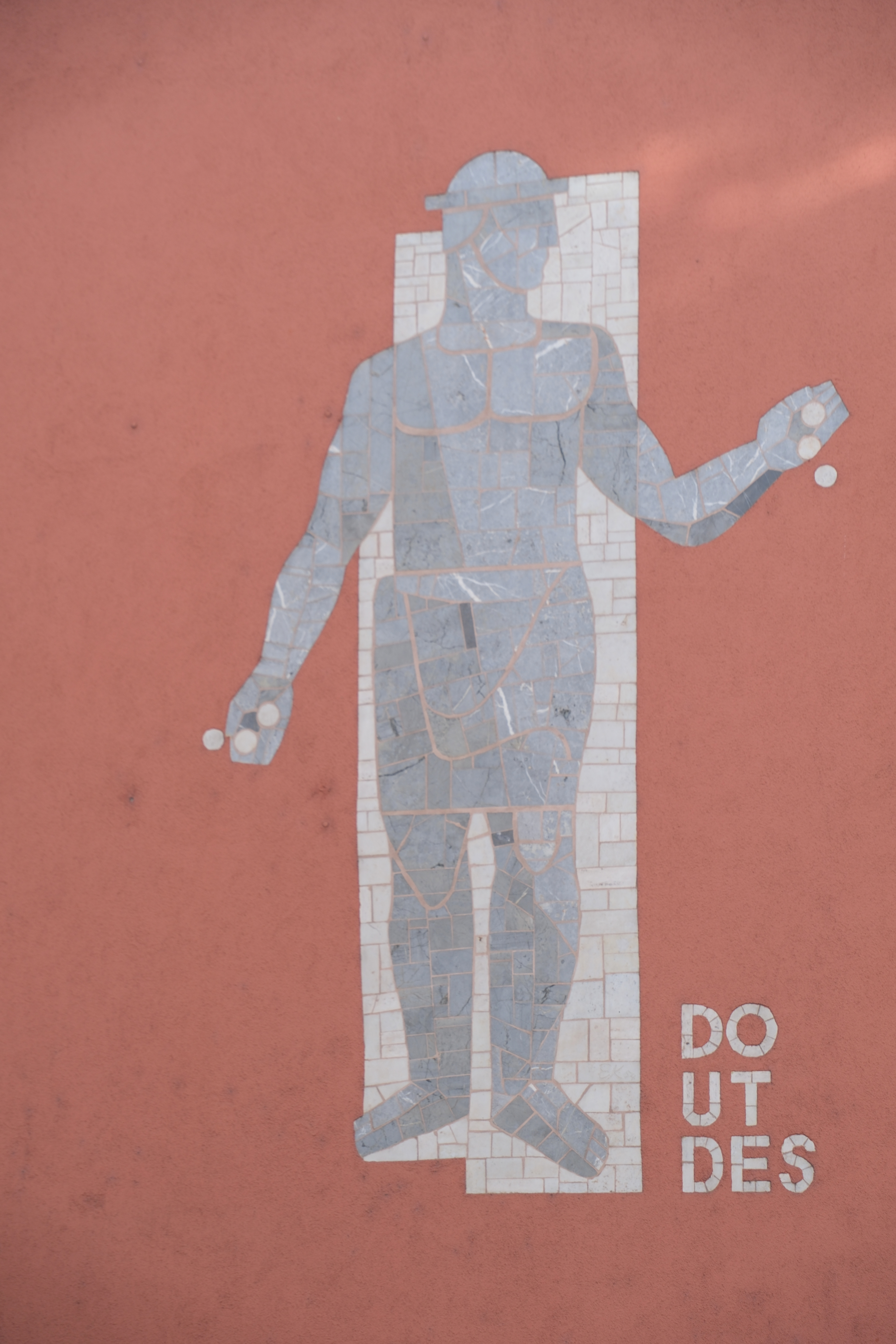
Mosaik am Finanzamt Nürnberg-Süd

Die Phrase do ut des (lateinisch für ‚ich gebe, damit du gibst‘) beschreibt die Gegenseitigkeit als grundlegende Strategie sozialen Verhaltens. Ähnliche Prinzipien sind quid pro quo (lateinisch für ‚Dieses für das‘) und das Sprichwort manus manum lavat (lateinisch ‚Eine Hand wäscht die andere‘).
In der römischen Antike bezeichnete die Formel ursprünglich das Verhältnis zu den Göttern im Opferdienst: Es wurde den Göttern geopfert und dafür eine Gegengabe oder ein Gegendienst erwartet, der ohne das Opfer nicht denkbar wäre. Diese archaische Denkstruktur liegt anthropologischen Vermutungen nach jedem Opferritual zugrunde.
In der Rechtswissenschaft dient do ut des als Rechtsformel bei gegenseitigen Verträgen der Kennzeichnung des Synallagmas zwischen Leistung und Gegenleistung. Dieses Institut aus dem römischen Recht ist auch im deutschen Recht in § 320 BGB normiert: Bei einem gegenseitigen Vertrag erbringt jeder Vertragspartner seine Leistung nur, weil er die Gegenleistung erhalten will. Prozessual wird nach dem Grundsatz des do ut des erwartet, dass eine Leistung Zug um Zug mit der Gegenleistung erfolgt.
Die Zusammenarbeit zwischen Nachrichtendiensten unterschiedlicher Staaten funktioniert grundsätzlich nach dem Prinzip von do ut des. Nur wenn eine Seite für die andere Seite relevante Erkenntnisse anbietet, gibt diese im Regelfall ihrerseits selbst Wissen weiter.